# 사랑하는 메종 ~Rainbow Rose~
《사랑하는 메종. ~Rainbow Rose~》(恋するメゾン。〜Rainbow Rose〜)는 일본 TV 도쿄에서 2012년 4월 13일부터 방영된 12부작 텔레비전 드라마.

## 출연진
- 한유리 - 강지영
- 유이치 - 건일
- 한세오 - 이상엽
- 박미숙 - 정선경
- 미유 - 미즈사와 에레나
- 안드레이 - 줄리엔 강
- 선우만식 - 선우재덕
- 메이사 - 타카기 리나
- 지후 - 백민현
- 레이카 - 후지이 미나